# Guglielmo Marconi
Guglielmo Marconi (ur. 25 kwietnia 1874 w Bolonii, zm. 20 lipca 1937 w Rzymie) – włoski fizyk i konstruktor. Jeden z pionierów radia i przemysłu elektronicznego. Laureat Nagrody Nobla z dziedziny fizyki w roku 1909 za wkład w rozwój telegrafii bezprzewodowej.

## Życiorys

### Dzieciństwo i młodość
Guglielmo Marconi urodził się w Bolonii, 25 kwietnia 1874, z ojca bogatego właściciela ziemskiego i matki Irlandki, której rodzina posiadała destylarnię whisky w Dublinie. Gdy miał trzy lata, matka zabrała go do Anglii i angielski został jego pierwszym językiem. Po powrocie do Włoch miał prywatnych nauczycieli i do szkoły trafił dopiero w wieku lat dwunastu. Szkołę wspominał źle, gdyż ze względu na angielski akcent był traktowany jako obcy. Gdy rodzina Marconich mieszkała w Livorno Guglielmo otrzymał od ojca jacht i od tego czasu interesował się sprawami morskimi. Od starego, praktycznie ślepego telegrafisty nauczył się alfabetu Morse’a. Ponieważ miał złe wyniki w szkole, rodzina zorganizowała dla niego prywatne lekcje w Niccolini Lycée we Florencji z profesorem matematyki i fizyki Giotto Bizzarini. Mimo to nie zdał egzaminów wstępnych do Akademii Marynarki w Livorno i Uniwersytetu w Bolonii.
Pierwsze kontakty z techniką wysokiej częstotliwości Marconi miał w 1894. Uczestniczył w kilku wykładach profesora Augusto Righi na Uniwersytecie Bolońskim i zobaczył jego eksperymenty z falami elektromagnetycznymi. Rozpoczął własne doświadczenia na strychu rodzinnego domu Villa Griffone w Pontecchio. Starał się przekazywać sygnał na jak największe odległości i przy końcu 1895 osiągnął odległość 2,5 km. W 1896 przybył z matką do Londynu i w 1897 uzyskał swój pierwszy patent – brytyjski 12 039, “Improvements in transmitting electrical impulses and signals and in apparatus there-for”. Patent Marconiego był zbliżony do urządzeń demonstrowanych publicznie przez Olivera Lodge od połowy 1894. Lodge jednak nie opatentował swoich rozwiązań, a później sam stwierdził, że początkowo nie był zainteresowany ich komercyjnym wykorzystaniem. Uważał, że są nieopłacalne technicznie, a fale radiowe poruszają się prostoliniowo (podobnie jak światło), co uniemożliwi łączność na znaczące odległości. Odbiornik Marconiego był zaś praktycznie identyczny z prezentowanym wcześniej (w maju 1895) przez Aleksandra Popowa, który jednak przyznał, że prace Marconiego doprowadziły do praktycznego wykorzystania go na większych odległościach.

### W Wielkiej Brytanii

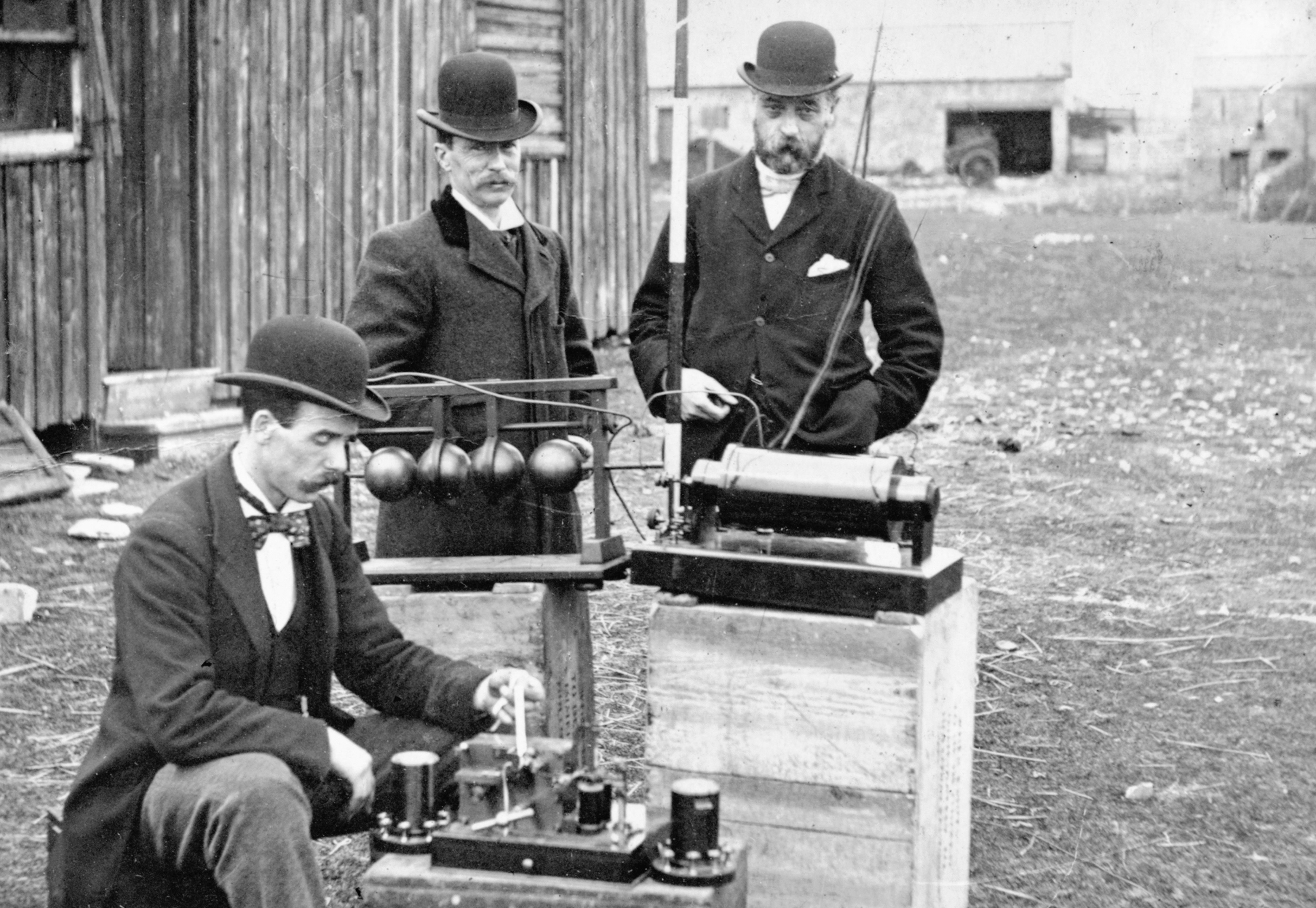
Inżynierowie poczty przeprowadzają inspekcję urządzeń Marconiego w 1897 roku.

W Wielkiej Brytanii dotarł do Williama Preece’a, wysokiego urzędnika poczty, który od 1854 sam pracował nad łącznością bezprzewodową (wykorzystując przewodnictwo gruntu i wody) oraz do pracującego nad łącznością bezprzewodową wpływowego oficera floty (późniejszego admirała) Henry’ego Jacksona. Otrzymał od nich pełne poparcie. Jeszcze w 1897 roku Marconi osiągnął transmisję na odległość 15 kilometrów poprzez Kanał Bristolski. Z pomocą kuzynów bankierów założył przedsiębiorstwo telegraficzne, które później stanie się Marconi Company. Aby uniknąć powołania do służby wojskowej we Włoszech, po interwencji ministra marynarki został symbolicznie kadetem marynarki stacjonującym w Londynie jako attaché wojskowy w ambasadzie włoskiej w Londynie, bez obowiązków służbowych. W tym roku zorganizował też pokaz dla rządu włoskiego, przesyłając sygnał z portu w La Spezia na oddalony o 18 km okręt. Odkrył przy tym, że łączność jest możliwa nawet gdy okręt skrył się pod horyzontem.
W 1898 r. przedsiębiorstwo Marconiego wynegocjowało z Lloyd’sem kontrakt na wyposażenie radiowe stacji brzegowych Wielkiej Brytanii i statków. Przewidywał on nie tylko wyłączność Marconiego na dostarczanie sprzętu, ale również postanawiał, że stacje Lloyd’sa będą nawiązywały łączność jedynie ze statkami wyposażonymi w sprzęt Marconiego. Z jednej strony spowodowało to praktycznie natychmiastowe uzyskanie przez przedsiębiorstwo Marconiego pozycji rynkowej bliskiej monopolowi, z drugiej strony spowodowało duże kłopoty w przyszłości. W 1899 w sprzęt radiowy Marconiego wyposażono również trzy pierwsze okręty Royal Navy i w czasie letnich manewrów wymieniły one komunikaty na odległość 74 mil morskich (ok. 137 km).

### Działania na arenie światowej

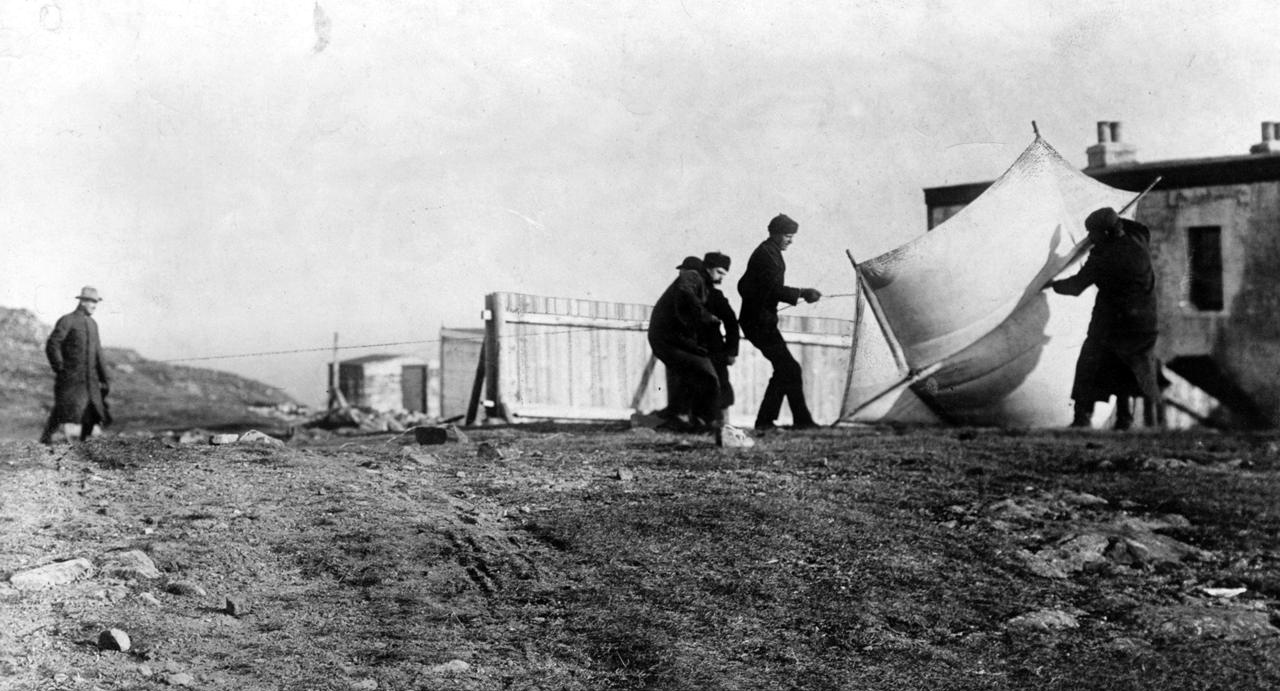
Marconi ze współpracownikami podczas prób odbioru sygnałów transatlantyckich w grudniu 1901 roku

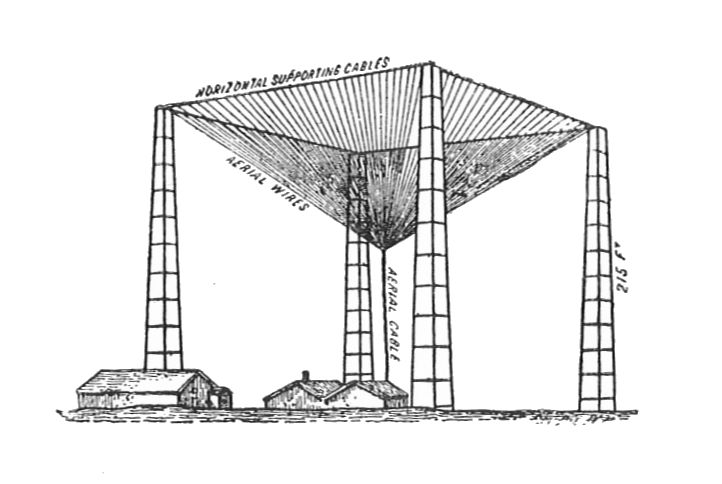
Wczesna antena nadawcza systemu Marconiego

W 1901 r. Marconi podejmował próby przesłania komunikatu przez Atlantyk. Jest to olbrzymie przedsięwzięcie, kosztujące ogromną wówczas sumę 40000 funtów. Nadajnik został umieszczony w Poldhu (Kornwalia). Kondensator iskrownika był ładowany do ogromnego napięcia 150 kV. Zasilanie nadajnika zapewniała prądnica dostarczająca przy napięciu 1500 V prądu 25 A. Odbiornik umieszczono na Signal Hill (Nowa Fundlandia). W trakcie prób Marconi używał paru układów odbiornika i różnych kohererów. Sukces ogłosił w grudniu tego roku, ale spotkało się to z krytyką sceptyków, uważających, że odebranie pojedynczej litery S (w alfabecie Morse’a trzy kropki) może być wynikiem zakłóceń atmosferycznych. Marconi jednak kontynuował działania i w przeciągu roku doprowadził swoje transatlantyckie stacje do takiego poziomu, że stało się możliwe przekazanie prawdziwego telegramu. Pierwsze udane transmisje transatlantyckie przyniosły Marconiemu ogromny rozgłos.
Po przeprowadzonym w 1899 r. udanym reportażu radiotelegraficznym z regat o Puchar Ameryki dla New York Herald urządzeniami Marconiego zainteresowała się US Navy. Przeprowadzono próby na krążowniku pancernym USS New York i pancerniku USS Massachusetts. Były one udane, a opinia komisji zaleciła zakup aparatury. Ze względu na próby uzyskania monopolu przez Marconiego kontrakt nie doszedł jednak do skutku. W rezultacie US Navy zakupiła do testów wyposażenie w czterech przedsiębiorstwach europejskich: Slaby-Arco, Braun-Siemens-Halske, Ducretet, i Rochefort oraz w dwóch amerykańskich: Wireless Telegraph Co. of America oraz The Consolidated Wireless Co. W 1901 doszło do spektakularnej porażki, gdy konkurencyjne przedsiębiorstwa wynajęte do przeprowadzania sprawozdania z regat – Marconiego (przez Associated Press) i de Foresta (Publishers’ Press Association) – nie zdołały nadać telegramów ze względu na zakłócenia generowane przez nadajniki iskrowe. W 1902 należąca do przedsiębiorstwa Marconiego stacja radiotelegraficzna odmówiła przekazania telegramu nadanego ze statku SS Deutschland od księcia Henryka Pruskiego do prezydenta USA Theodore Roosevelta, gdyż został nadany za pomocą nadajnika innej produkcji (Slaby-Arco). Wywołało to skandal, który spowodował daleko idące konsekwencje – agendy rządowe USA zaczęły traktować przedsiębiorstwo Marconiego bardzo nieufnie, a Niemcy zaczęły wspierać własne przedsiębiorstwa i aktywnie zwalczać jego monopol. Rok później zwołały w Berlinie międzynarodową konferencję poświęconą swobodzie radiotelegrafii międzynarodowej.
W 1907 r. przedsiębiorstwo Marconiego założyło pierwszą płatną stałą międzynarodową linię radiotelegraficzną, pomiędzy włoskim Bari a Avidari w Czarnogórze. Wkrótce powstała też pierwsza komercyjna stała linia transatlantycka pomiędzy Glace Bay na należącej do Kanady wyspie Cape Breton i Clifden w Irlandii. W roku 1909 otrzymał wraz z Karlem Braunem nagrodę Nobla w dziedzinie fizyki za swój wkład w rozwój telegrafii bez drutu.
W połowie drugiego dziesięciolecia XX wieku różne przedsiębiorstwa kontrolowane przez Marconiego posiadały dominującą pozycję w dziedzinie morskiej długodystansowej radiotelegrafii iskrowej. Jednak stawało się coraz bardziej jasnym, że telegrafia iskrowa jest przestarzała i przyszłość należy do rozwijanych przez konkurencję metod z falą ciągłą, posiadających wiele przewag nad techniką iskrową. W maju 1915 Marconi kupił pierwszy alternator wielkiej częstotliwości produkcji General Electric Company o mocy 50 kW i zainstalował w stacji nadawczej w New Brunswick (New Jersey), ale pertraktacje dotyczące dalszej współpracy się nie powiodły. W 1919 nowe amerykańskie przedsiębiorstwo Radio Corporation of America (RCA) przejęło American Marconi wraz z większością jego kluczowych pracowników.
W tym okresie Marconi rozpoczął również prace z falami krótkimi i nadajnikami lampowymi. Od 1921 prowadził z pokładu swojego jachtu Electtra systematyczne badania propagacji fal krótkich. W lutym 1933 zestawił we Włoszech łącze radiotelefoniczne na odległość około 25 km za pomocą fal o długości około 50 cm.

### Życie prywatne
Z małżeństwa (1905) z Beatrice O’Brien, Irlandką, córką barona Inchiquin, urodziło się troje dzieci: Degna, Giulio i Gioia.
Po unieważnieniu pierwszego związku w 1927 roku ożenił się z księżną Marią Krystyną Bezzi-Scali de Roma, z którą miał córkę Marię Elettrę.
Zmarł na niewydolność serca 20 lipca 1937 w Rzymie. Świat uczcił jego pamięć w niezwykły sposób – na znak hołdu operatorzy stacji nadawczych na całym globie wyłączyli nadajniki, a eter na dwie minuty pogrążył się w pełnej ciszy.

### Działalność polityczna

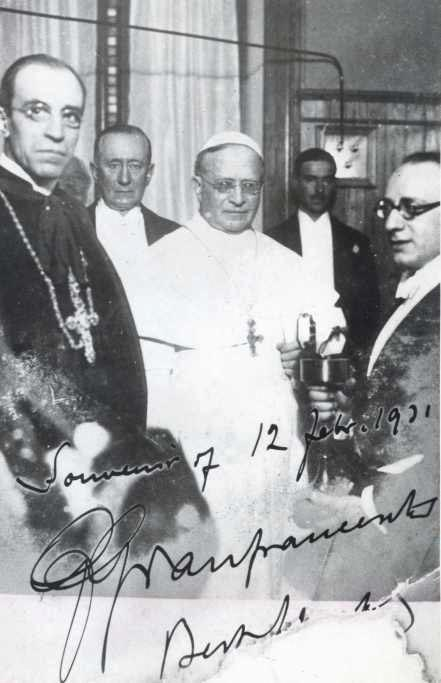
Inauguracja Radia Watykan w 1931 roku; w centrum Pius XI, z lewej kardynał Eugenio Pacelli (późniejszy Pius XII), pomiędzy nimi Marconi

Podczas pobytu za granicą Marconi cały czas utrzymywał kontakt z Włochami i prowadził działalność polityczną. W 1903 otrzymał godność honorowego obywatela Rzymu, w 1914 został senatorem włoskiego parlamentu. Po wybuchu I wojny światowej wstąpił do włoskiej armii w stopniu porucznika, następnie służył w marynarce, gdzie otrzymał stopień komandora. W 1917 i 1919 był członkiem włoskiej misji rządowej w USA. W 1919 został pełnomocnym delegatem Włoch na konferencję pokojową w Paryżu.
W 1929 r. otrzymał tytuł markiza.
Marconi był aktywnym faszystą. Do partii faszystowskiej wstąpił w 1923, a w 1930 będąc przewodniczącym Królewskiej Akademii Nauk został też członkiem Wielkiej Rady Faszystowskiej. Świadkiem na jego drugim ślubie był Benito Mussolini.
W 1931 r. dokonał inauguracji radia Watykan, anonsując przemówienie papieża Piusa XI.

## Wkład w rozwój nauki i techniki
Marconi nie wynalazł radiowej transmisji bezprzewodowej, jest to dzieło wielu autorów. Natomiast uczynił tę technikę użyteczną praktycznie składając znane wynalazki w działające systemy łączności dalekosiężnej i organizując przedsiębiorstwo zdolne do ich budowy.
Promotor Marconiego w Wielkiej Brytanii sir William Preece podczas przemówienia w Royal Institution w Londynie 4 czerwca 1897 oświadczył:

Marconi nie odkrył nowych promieni; Kolumb nie wynalazł jajka, ale wiedział jak je ustawić na jednym z końców; Marconi ze znanych środków stworzył nowe elektryczne oko, nowy system telegrafii, który będzie wartościowym nabytkiem.

Otrzymał doktoraty honoris causa kilku uniwersytetów i wiele innych nagród, poza otrzymaną w 1909 wspólnie z Karlem Braunem nagrodą Nobla, między innymi: Albert Medal nadany przez Royal Society of Arts, medal Johna Fritza oraz medal Kelvina. Car Rosji udekorował go Orderem Świętej Anny król Włoch nadał mu komandorię Orderu Świętych Maurycego i Łazarza i wręczył mu Krzyż wielki Orderu Korony Włoch.
Był członkiem honorowym wielu towarzystw naukowych, m.in. SRP (1922) i SEP (1931).

## Kontrowersje i skandale
Niektóre aspekty działalności Marconiego, szczególnie przypisywanie sobie cudzych pomysłów i wynalazków, budzą kontrowersje współcześnie, a także budziły je w przeszłości. Podsumowując jego działania Aleksandr Popow powiedział na Kongresie Rosyjskich Inżynierów Elektryków w 1900 roku: „[...] nadawanie i odbieranie sygnałów przez Marconiego za pomocą oscylacji elektrycznych nie jest niczym nowym. W Ameryce sławny inżynier Nikola Tesla przeprowadził identyczne eksperymenty w 1893”.

### Koherer floty włoskiej
9 września 1901 roku Marconi złożył wniosek patentowy na koherer rtęciowy podając się za jego wynalazcę. Otrzymał brytyjski patent numer 18 105. Urządzenie to było kluczowym elementem jego ówczesnych odbiorników. Wkrótce wybuchł ogromny skandal – prof. Angelo Banti, redaktor włoskiego pisma L’Elettricista, napisał artykuł, w którym poinformował, że autorem wynalazku jest włoski sygnalista Paolo Castelli, a jego opis został wcześniej opublikowany. Co więcej, zjawisko to jeszcze wcześniej badał i opisał Temistocle Calzecchi-Onesti, a Jagadis Chandra Bose przedstawił Royal Society identyczne urządzenie jeszcze w marcu 1899. Marconi otrzymał koherer w lutym 1901 od przyjaciela z lat dzieciństwa, oficera marynarki włoskiej Marchese Luigi Solariego. Jak twierdził ten ostatni, wiedziało o tym dowództwo marynarki włoskiej. Ostatecznie sprawa ucichła po kilku latach, a Bose nie wystąpił przeciwko Marconiemu.

### Transmisja transatlantycka
Współcześnie panuje opinia, że pierwsza transmisja transatlantycka Marconiego w 1901 roku była artefaktem. Odebranie jednej litery „S” (składającej się z trzech kropek) w ciągłym sygnale zakłóceń atmosferycznych mogło być równie dobrze przypadkiem. Podnosi się przy tym fakt, że odbiornik i nadajnik pracowały najprawdopodobniej na różnych częstotliwościach (sam Marconi przy różnych okazjach podawał różne częstotliwości). Zgodnie ze współczesną wiedzą odbiornik miał czułość co najmniej 10 do 100 razy za małą, a wybrana długość fali była niekorzystna ze względu na warunki propagacji. Potwierdzone transmisje Marconiego były o rok późniejsze, ale ich rezultaty były cały czas bardzo przypadkowe i niepewne. Pierwszą pewnie działającą dwukierunkową linię transatlantycką zestawił Reginald Aubrey Fessenden dopiero w 1906 roku.

### Rozprawy patentowe
W 1896 r., gdy Marconi składał pierwszy swój wniosek patentowy, Nikola Tesla posiadał już osiem patentów na generację fal wysokiej częstotliwości do celów transmisji. Pierwszy swój „radiowy” patent w urzędzie patentowym USA Marconi złożył przy końcu roku 1900. Został on odrzucony jako zawierający rozwiązania opisane we wcześniejszych patentach Tesli (numer 645576 złożonym w 1897 roku oraz numer 649621), a demonstrowane publicznie już od roku 1891. Sytuacja taka powtarzała się kilkukrotnie, a w 1903 roku urząd patentowy odrzucił wniosek z komentarzem, że zastrzeżenia Marconiego są „absurdalne”. W 1904 roku urząd jednak zmienił zdanie i przyjął patenty Marconiego. Motywacja takiego postępowania nie jest znana, ale w międzyczasie przedsiębiorstwo Marconiego stało się sławne i zainwestowało w nie wiele najbardziej znaczących osób tamtych czasów (między innymi Andrew Carnegie), a jego konsultantem został Thomas Alva Edison. Tesla rozpoczął postępowanie sądowe w 1915, ale z przyczyn finansowych nie był w stanie go kontynuować. Dopiero w 1935 zapadły pierwsze wyroki unieważniające patenty Marconiego. Apelacje ciągnęły się aż do 1943 (parę miesięcy po śmierci Tesli), kiedy Sąd Najwyższy Stanów Zjednoczonych wydał prawomocny wyrok orzekający, że patenty Marconiego naruszają nie tylko patenty Tesli (w tym 645576, uważany obecnie za pierwszy patent „radiowy”), ale również innych wynalazców (John Stone Stone, patent 714756 i Oliver Lodge, patent 609154).
Oliver Lodge po uzyskaniu pierwszego patentu przez Marconiego zgłosił w 1897 pięć patentów na różne aspekty radiotelegrafii, w tym kluczowy dla techniki radiowej patent na użycie strojonych obwodów rezonansowych. Około roku 1911 w większości krajów pojawiły się zdania, że główny radiowy patent Marconiego (brytyjski numer 7777) narusza wcześniejsze prawa Lodge’a. Reakcją Marconiego było natychmiastowe wykupienie patentów zagrażających jego pozycji.

## Odznaczenia
- Order Sabaudzki Cywilny[17]
- Order Świętych Maurycego i Łazarza I, II i III klasy[17]
- Order Korony Włoch I, II, IV klasy[17]
- Order Alfonsa XII I klasy (Hiszpania)[17]
- Order Świętej Anny (Rosja)